# Ijiranaide, Nagatoro-san
Ijiranaide, Nagatoro-san (イジらないで、長瀞さん?   lit. Por favor no me molestes, Nagatoro) es un webmanga japonés escrito e ilustrado por Nanashi, también conocido como 774. Una versión temprana del webmanga fue publicada en Pixiv el 16 de agosto de 2011. El webmanga empezó su serialización en Magazine Pocket de Kōdansha el 1 de noviembre de 2017.
Una adaptación a anime producida por Telecom Animation Film se estrenó el 10 de abril de 2021. La versión traducida al español ha sido licenciada por Editorial Ivrea en Argentina —bajo el título No me jodas, Nagatoro— y en España —como No me rayes, Nagatoro—.

## Sinopsis
A la estudiante de preparatoria Hayase Nagatoro le encanta pasar su tiempo libre haciendo una cosa, ¡y eso es molestar a su Senpai! Después de que Nagatoro y sus amigos se toparan con los dibujos del aspirante a artista, disfrutan molestar sin piedad al tímido Senpai. Nagatoro decide continuar con su cruel juego y lo visita a diario para poder obligar a Senpai a hacer lo que le interese en ese momento, especialmente si eso lo hace sentir incómodo.
Ligeramente interesado por Nagatoro y algo temeroso de ella, Senpai está constantemente involucrado en sus payasadas mientras sus intereses, pasatiempos, apariencia e incluso personalidad se usan en su contra mientras ella se entretiene a sus expensas. A medida que pasa el tiempo, Senpai se da cuenta de que no le desagrada la presencia de Nagatoro y los dos desarrollan una amistad incómoda mientras uno soporta pacientemente las payasadas del otro.

## Personajes
Naoto Hachiōji (八王子 直人 Hachiōji Naoto?) / Senpai (センパイ?)
 Seiyū: Daiki Yamashita, voz en español: Alex Villamar, Erik Scott Kimerer (Inglés)
Senpai es el protagonista masculino del manga. Es tímido e introvertido, intenta evadir cualquier interacción social con otras personas además de que le gusta dibujar. Al principio sufría con las bromas de Nagatoro, pero al irse acostumbrando a su presencia y a la de sus amigas, comenzó a interactuar más, vencer su timidez, y a demostrar una tímida atracción hacia ella, al punto de dejarse ayudar por ella o en ciertos casos, protegerla o animarla. Sana era su modelo a seguir y su principal inspiración, pero luego de conocer a Nagatoro, se volcó hacia ésta, dejando a la Presidente como una especie de consejera, además de también en un cierto punto ser incomodado por ella por su facilidad de mostrarse con poca ropa. Nagatoro y sus amigas lo llaman Senpai, y sus amigos se refieren a él como "Nao-kun", sin embargo su nombre rara vez se oye, especialmente porque Nagatoro señaló que no le interesa y llamarlo senpai es suficiente. Es diestro con los videojuegos, suele leer mangas y revistas eróticas, con la excusa de mejorar su diseño de figuras humanas, además, por sugerencia de Nagatoro, comenzó a realizar ejercicio físico, ya que su estado era demasiado débil.
Hayase Nagatoro (長瀞 早瀬 Nagatoro Hayase?)
 Seiyū: Sumire Uesaka, voz en español: Gabriela Gris, Kimberley Anne Campbell (Inglés)
Nagatoro, protagonista femenina, disfruta en molestar a Senpai, sobre todo llamándolo "virgen", "repugnante", "pervertido" o provocándolo eróticamente. Aunque parece que solo quiere molestarlo, hay algo más que eso, demostrando vergüenza y nerviosismo ante ciertos actos o situaciones con Senpai, expresando indiferencia e incomodidad ante otros chicos o bien sintiendo fuertes celos ante la cercanía de cualquier chica, principalmente su grupo de amigas o la Presidenta del Club de Arte. Con el tiempo, sus bromas pasan a ser en cierto modo menos agresivas y más en tono de indirecta romántica, al no poder expresar sinceramente sus verdaderos sentimientos, a pesar de que su estado de ánimo dependa en gran medida de los actos de Senpai. E incluso, suele ponerse seria y defenderlo si alguien que no sea ella lo molesta.
Sus amigas la llaman "Hayacchi" (はやっち?)" sin embargo esto parece molestarla en ocasiones. Es muy atlética y tiene la piel bronceada a dos tonos, con el contorno del traje de baño marcando en su piel, ya que durante gran parte del manga participa en el club de natación, hasta que en el segundo año se inscribe en el club de judo. Es experta en artes marciales debido a su temprano entrenamiento, tanto en el dojo de los Gamou como por su hermano mayor.
Maki Gamou (蒲生 まき Gamō Maki?) / Gamo-chan (ガモちゃん?)
 Seiyū: Mikako Komatsu, voz en español: Monserrat Mendoza, Brittany Cox (Inglés)
Gamo-chan es una amiga del grupo de Nagatoro, de expresión y modo de hablar pendencieros, portando casi siempre una sonrisa malvada, también molesta a Senpai, aun así no muestra interés romántico en él, aunque ella y Nagatoro suelen rivalizar, pero con el objetivo de que Nagatoro sea más sincera en sus sentimientos hacia Senpai.
También molesta a Nagatoro (junto con Yoshi y Sakura) por su complejo de busto. Tiene un gimnasio familiar y es compañera de Nagatoro en el club escolar de Judo. Suele llamar Paisen (パイセン?) al protagonista (una forma coloquial de decir senpai en jerga juvenil japonesa). Tiene una tímida atracción hacia el hermano de Nagatoro, quien entrena a Gamo en boxeo.
Yoshi (ヨッシー Yosshī?)
 Seiyū: Aina Suzuki, voz en español: Cassandra Valtier, Lily Ki (Inglés)
Yoshi es otra miembro del grupo de amigas de Nagatoro, usualmente sigue a Gamou y está de acuerdo con ella y sus ideas. Es dejado en claro por otros que no es particularmente brillante, además de una expresión distraída y caricaturizada por una boca de gato, pero su alta energía y su mentalidad la hacen un personaje recurrente al lado de Gamo-chan. Fuera de ello, es bastante tímida si no esta junto a sus amigas o si esta junto a chicos que no sean Senpai, suele tenerle miedo a Nagatoro cuando esta celosa.
Aunque sus diálogos suelen ser simplemente repeticiones de lo que dice Gamō, de vez en cuando, sobre todo cuando nadie presta atención, en su lugar dice proverbios o haikus filosóficamente profundos, solo ha mostrado iniciativa para expresarse y hablar con sus propias palabras en contadas ocasiones cuando ha considerado necesario detener las bromas de sus amigas para evitar que estropeen momentos románticos entre Nagatoro y Naoto.
Físicamente su cualidad mas llamativa es su ahoge, que en ocasiones cambia de forma según el tema del que estén hablando y a medida que ha pasado el tiempo ha comenzado a crecer hasta ser tan largo y grueso como sus brazos, cosa que a nadie parece llamarle la atención.
Sakura (桜?)
 Seiyū: Shiori Izawa, voz en español: Erika Langarica, Kimberly Woods (Inglés)
Sakura es la última amiga vista del grupo de Nagatoro en el manga, sin haber sido vista por 25 capítulos vuelve a aparecer sin razón aparente. Es de piel bronceada, como Nagatoro, con cabello rubio. Su personalidad es aparentemente similar a la de Yoshi, solo que menos energética, sin embargo sus amigos la conocen por sembrar celos en grupos de varones, quienes compiten por su atención debido a su promiscuidad. Simula una cita con Senpai (ante una extremadamente celosa Nagatoro) para alejar a un acosador de la escuela, del que luego se hace amiga. En el primer capítulo usaba el cabello largo, sin embargo a partir de su segunda aparición lo usa corto hasta los hombros.
Sana Sunomiya (須ノ宮 さな Sunomiya Sana?) / Presidenta del Club de Arte (部長 Buchō?)
 Seiyū: Nana Mizuki, voz en español: Jennifer Zamora, Justine Lee (Inglés)
La presidenta del club de arte. Tiene cabello largo que enmarca su rostro de ojos cafés y una figura esbelta con un busto prominente. Su personalidad es seria e incisiva, basada en sus interacciones con Senpai, sin embargo a este le trata con respeto a diferencia de Nagatoro. Su problema es no tener reparo en exhibirse desnuda o con muy poca ropa, y pintar autorretratos de la misma manera, debido a que considera al desnudo como una forma de mostrar y recibir arte, causando frecuentemente los celos de Nagatoro y la incomodidad de Senpai.
En el pasado Nao solía dibujar un manga de fantasía sobre un héroe y su compañera espadachín, ambos personajes basados en él y Sana, sin embargo, tras conocer a Nagatoro, quitó al personaje de la historia y lo reemplazó con una chica gato inspirado en Nagatoro que se convertiría en el origen del cosplay Nekotoro/Torokat.
Tras graduarse, deja el mando del club a Senpai, visitándolo ocasionalmente cuando va a buscar a su prima, quien se une al club. Es apodada "Coneja" por Nagatoro, debido al castigo por haber perdido un duelo de exposiciones en un Festival Escolar que consistió en disfrazarse de conejita, del mismo modo, Sana apoda a Nagatoro "Gata" por su personaje Nekotoro.
Misaki Nagatoro (長瀞 美咲 Nagatoro Misaki?)
 Seiyū: Yoshino Nanjō
La hermana mayor de Hayase, una estudiante universitaria quien cuida y mima con amor a su hermana menor pero también le gusta bromear con ella y a menudo la hace avergonzar. Es señalada como la única que puede molestar a Hayase y mantenerla siempre a su merced. Se revela que en el pasado fue la capitana del club de judo al que ahora asiste Hayase, cuando se ofrece a entrenara las actuales miembros. Durante gran parte del manga se la conoció como Hermana(Ane-toro (姉瀞?)), hasta que en un campamento de entrenamiento se reveló su verdadero nombre.
Taiga Nagatoro (長瀞 一郎 Nagatoro Taiga?)
El hermano mayor de Hayase, el mayor de la familia, tiene una personalidad similar a la de sus hermanas, pero al igual que la hermana mayor, adora fastidiar a Hayase, pero en realidad también la cuida. Es entrenador de boxeo y suele instruir a Hayase y a Gamo, teniendo un trato especial con esta última. En el webcómic es nombrado Ichirō (一郎?), pero en el manga no es llamado por el mismo, si no que se lo conocía como Hermano (Ani Toro (兄瀞?)), hasta que en el mismo campamento que asisten sus hermanas se revela su verdadero nombre.
Orihara (折原?)
 Seiyū: Kaori Maeda
Miembro del club de judo, se conocen con Nagatoro desde la primaria, en donde siempre entrenaban juntas. Nagatoro siempre la vencía en los entrenamientos hasta que, después de entrenar sin descanso, Orihara la venció, provocando que Nagatoro pierda su pasión por el judo, hasta que gracias a Senpai, regresa. Al igual que el grupo de amigas de Nagatoro, Orihara también la apoya en su relación con Senpai, haciendo que Nagatoro se proponga vencerla para poder besarlo.
Hana Sunomiya (須ノ宮 ハナ Sunomiya Hana?)
 Seiyū: Sayumi Suzushiro
Es la prima de la presidenta del club de Arte, se inscribe al club el año siguiente a la graduación de su prima por recomendación de ésta, al igual que en la actualidad, fue compañera de Senpai en el club de arte de la secundaria.. Tiene una personalidad similar a la de su prima con respecto al estar con poca ropa en pos del arte, lo que incomoda a Senpai y provoca aun más celos en Nagatoro, sin embargo es consciente de la relación entre ellos y los apoya. Debido al comportamiento atrevido de Nagatoro y sus amigas, Sunomiya las llama "demonios", siendo ella apodada "Conejita" por Nagatoro, heredando el apodo de su prima.

## Producción
Nanashi empezó a publicar su manga y otras obras a través de Pixiv. No Te Metas Conmigo, Nagatoro es actualmente serializada a través de Magazine Pocket, desde el 1 de noviembre de 2017, publicado por Kodansha. Actualmente el autor ha finalizado el manga.

## Contenido de la obra

### Manga
El primer volumen del manga fue publicado en una versión física a través de la Shonen Magazine Comics de Kodansha, además de una versión digitalizada el 9 de marzo de 2018. El segundo volumen salió el 8 de junio del 2018. Además de la edición estándar, también hay una edición especial que contiene trabajos por varios otros artistas.
El manga ha sido licenciado por Vertical en Estados Unidos y el primer volumen saldrá en noviembre de 2019.
El 27 de junio de 2020 el Número 32 de la revista Weekly Shonen Magazine daría el anuncio oficial de la adaptación al Anime.

### Recepción
El cintillo del duodécimo volumen recopilatorio del manga escrito e ilustrado por Nanashi, Ijiranaide, Nagatoro-san (Don’t Toy with Me, Miss Nagatoro), informó que la franquicia literaria ha superado las 2 millones de copias en circulación acumuladas. El conteo incluye también el tiraje inicial del duodécimo volumen recopilatorio, programado para el próximo 9 de diciembre en Japón.

#### Lista de volúmenes
| N.º | Fecha de publicación en Japón | ISBN japonés           |
| --- | ----------------------------- | ---------------------- |
| 1 | 9 de marzo de 2018            | ISBN 978-4-06-511196-3 |
| El volumen 1 fue publicado en rústica y en eBook por Shonen Magazine Comics con un total de 160 páginas y 10 capítulos. Nagatoro y senpai son introducidos junto con las tres amigas de Nagatoro.                                                                |                               |                        |
| 2 | 8 de junio de 2018            | ISBN 978-4-06-511675-3 |
| Publicado en rústica y eBook por Shonen Magazine Comics, con 144 páginas en total y 11 capítulos. Una edición especial fue lanzada en rústica junto con un folleto a todo color incluido. El folleto incluía ilustraciones realizadas por 12 artistas invitados. |                               |                        |
| 3 | 9 de octubre de 2018          | ISBN 978-4-06-512176-4 |
| En rústica y eBook, con 163 páginas y 11 capítulos. Una edición especial fue lanzada en la que incluía un librete a todo color en la que Nagatoro y Senpai se veían envueltos en situaciones eróticas. Incluía ilustraciones realizadas por 10 artistas.         |                               |                        |
| 4 | 8 de febrero de 2019          | ISBN 978-4-06-514440-4 |
| En este volumen Senpai y Nagatoro están constantemente saliendo, yendo a festivales y pasando el tiempo con las amigas de Nagatoro. Contó con 144 páginas y 12 capítulos, a diferencia de los 2 volúmenes anteriores, este no contó con alguna edición especial. |                               |                        |
| 5 | 7 de junio de 2019            | ISBN 978-4-06-515305-5 |
| Su fecha de publicación fue anunciada en el episodio 36. |                               |                        |
| 6 | 8 de noviembre de 2019        | ISBN 978-4-06-517518-7 |
| 7 | 9 de marzo de 2020            | ISBN 978-4-06-518517-9 |
| 8 | 9 de julio de 2020            | ISBN 978-4-06-520103-9 |
| 9 | 9 de noviembre de 2020        | ISBN 978-4-06-521245-5 |
| 10 | 9 de marzo de 2021            | ISBN 978-4-06-522644-5 |
| 11 | 6 de agosto de 2021           | ISBN 978-4-06-524023-6 |
| 12 | 9 de diciembre de 2021        | ISBN 978-4-06-526278-8 |
| 13 | 8 de abril de 2022            | ISBN 978-4-06-527519-1 |
| 14 | 9 de agosto de 2022           | ISBN 978-4-06-528772-9 |
| 15 | 6 de enero de 2023            | ISBN 978-4-06-530336-8 |
| 16 | 9 de mayo de 2023             | ISBN 978-4-06-531656-6 |
| 17 | 8 de septiembre de 2023       | ISBN 978-4-06-532882-8 |
| 18 | 7 de diciembre de 2023        | ISBN 978-4-06-533935-0 |
| 19 | 9 de abril de 2024            | ISBN 978-4-06-535162-8 |
| 20 | 7 de agosto de 2024           | ISBN 978-4-06-536570-0 |

### Anime
Una adaptación a anime producida por Telecom Animation Film se anunció de manera oficial el 2 de julio de 2020 en Twitter. La serie será dirigida por Hirokazu Hanai en Telecom Animation Film, con Taku Kishimoto supervisando los guiones, Misaki Suzuki diseñando los personajes y Gin componiendo la música. Se emitió del 10 de abril al 26 de junio de 2021 en Tokyo MX y otros canales. Crunchyroll obtuvo la licencia de la serie fuera del sudeste asiático. Medialink obtuvo la licencia de la serie en el sudeste asiático y la transmitió en iQIYI. Sumire Uesaka interpretó el tema de apertura de la serie «EASY LOVE», mientras que Sumire Uesaka, Mikako Komatsu, Aina Suzuki y Shiori Izawa interpretaron el tema de cierre de la serie «Colorful Canvas» (カラフル・キャンバス "Karafuru Kyanbasu"?). La serie tuvo una duración de 12 episodios.
El 23 de octubre de 2021, se anunció la producción de una segunda temporada. titulada Ijiranaide, Nagatoro-san 2nd Attack, dirigida por Shinji Ushiro y producida por OLM, reemplazando a Hirokazu Hanai y Telecom Animation Film; el resto del personal principal de la primera temporada regresa. Se estrenó el 8 de enero de 2023. El tema de apertura es «LOVE CRAZY», interpretado por Sumire Uesaka, mientras que el tema de cierre es «MY SADISTIC ADOLESCENCE♡», interpretado por Sumire Uesaka, Mikako Komatsu, Aina Suzuki y Shiori Izawa.
El 28 de octubre de 2021, Crunchyroll anunció que la serie había recibido un doblaje tanto en inglés como en español latino, la cual se estrenó el 11 de enero de 2022.